# スズキ・GS400E
GS400 および GS400E は、スズキが製造・販売していた中型自動二輪車（オートバイ）の車種である。
車種名の「GS400E」については、1978年に発売されたモデルと、1989年に発売されたモデルとの、異なる二つの車種が存在する。

## 概要

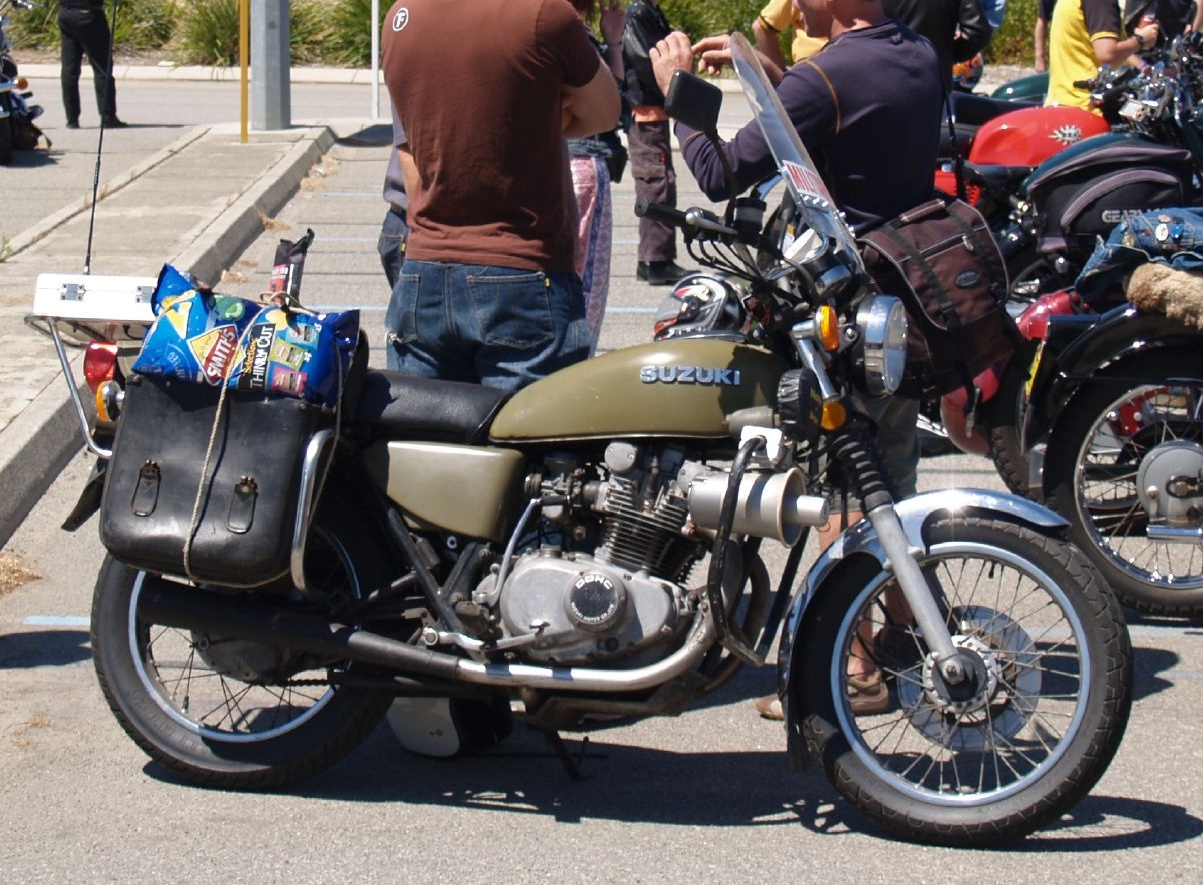
スズキ・GS400（GS400Eではない）

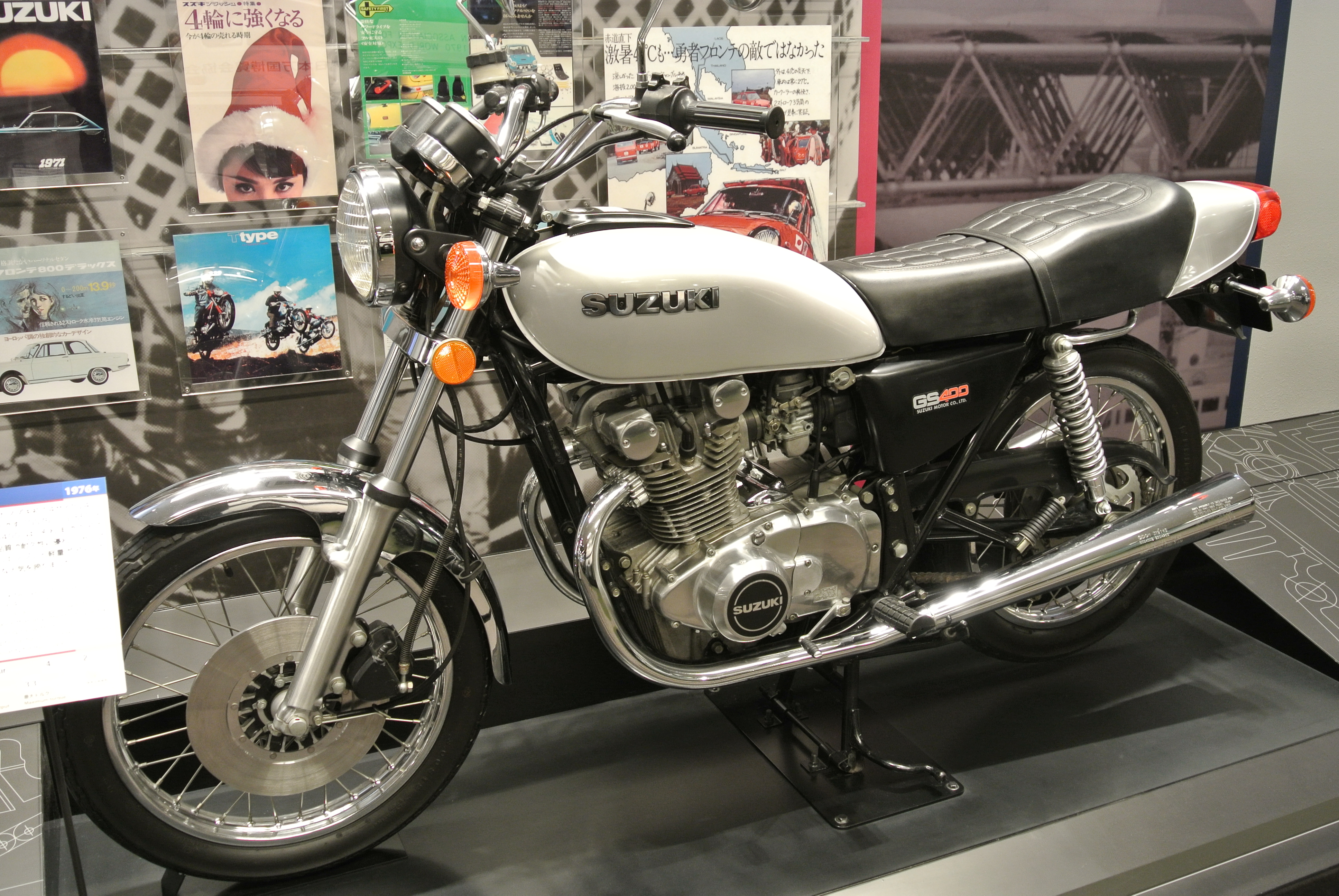
GS400

GS400は、スズキ初の400cc4ストロークDOHC直列2気筒エンジンを搭載し、1976年に発売された。
GS400Eは、GS400がマイナーチェンジを受ける形で1978年に発売された。性能諸元はGS400とほぼ同等であるが、当時では珍しいキャストホイールを履くなどスポーツイメージを強めたため人気を博した。ギアポジションインジケータも装備している。
1980年に後継の代替機種となるGSX400Eが発売されるとともに生産終了となった。
仕様沿革
- GS40000（1976年） - フレーム打刻ナンバー：GS400-10001〜
- GS400-2（1978年） - フレーム打刻ナンバー：GS400-42205〜
- GS400E0（1978年） - フレーム打刻ナンバー：GS400-52482〜
- GS400E2（1979年） - フレーム打刻ナンバー：GS400-63122〜
- GS400E3（1980年） - フレーム打刻ナンバー：GS400-71830〜

GS400L

## GS400E（GK54A）

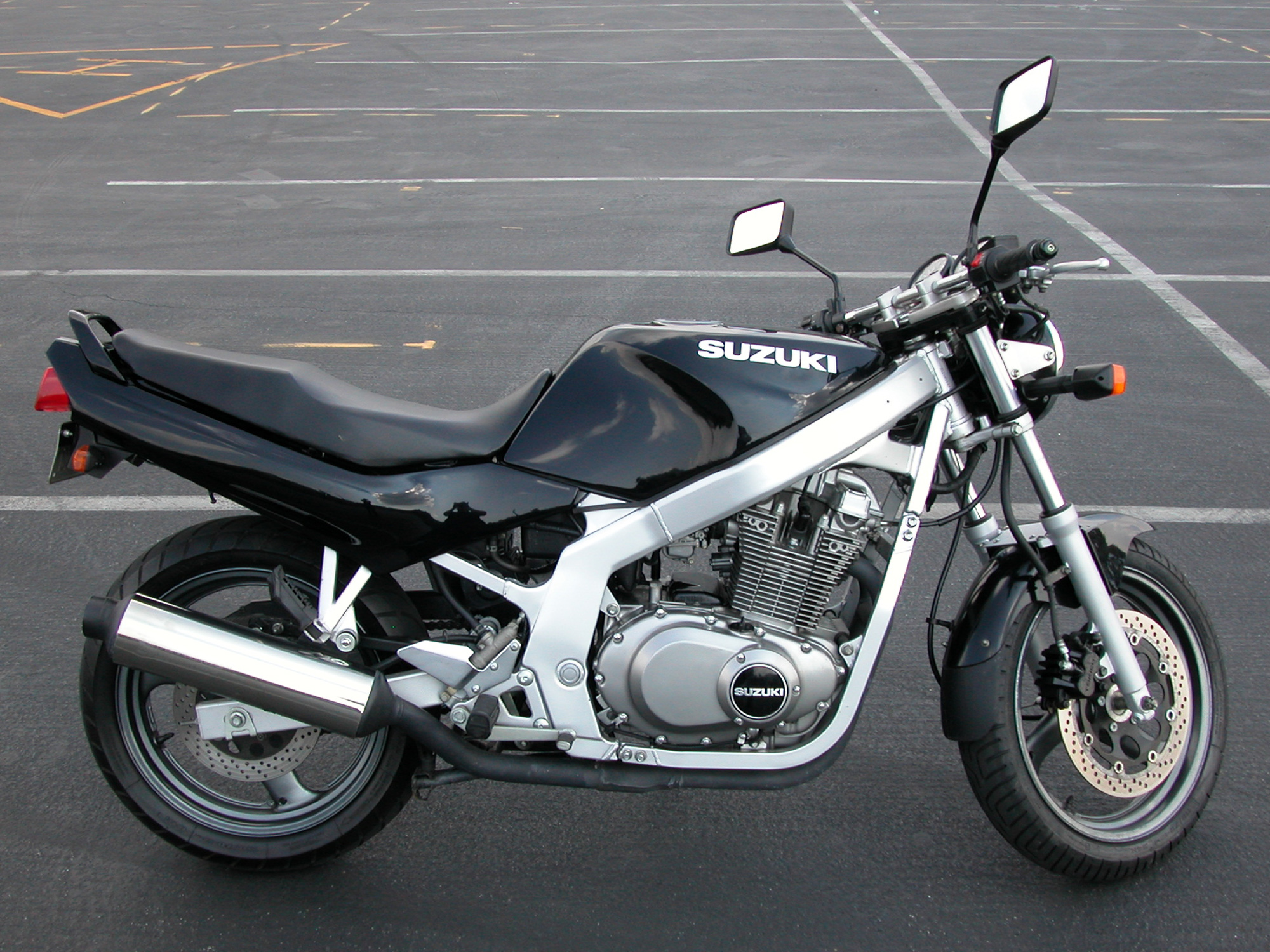
参考画像「スズキ・GS500E」

GS400E（GK54A）は、1989年に国内販売された。
日本国外輸出専用車種の「GS500(E)」をベースとした排気量縮小版であり、角型スチール製ダブルクレードルフレームの車体に、ボアストロークを変更して399ccとした空冷2バルブ2気筒エンジンを搭載する。
ベーシックかつスタンダードなモデルとしての特性は決して見劣りするものではないものの、同1989年に登場したバンディット400と同一のカテゴリでありながら、保守的なヨーロピアンスタイルと控えめな出力性能が、ユーザーの評価を得られなかった。結果的に超不人気車として烙印を押されてしまい、国内での販売は1993年モデルを最後に終了した。

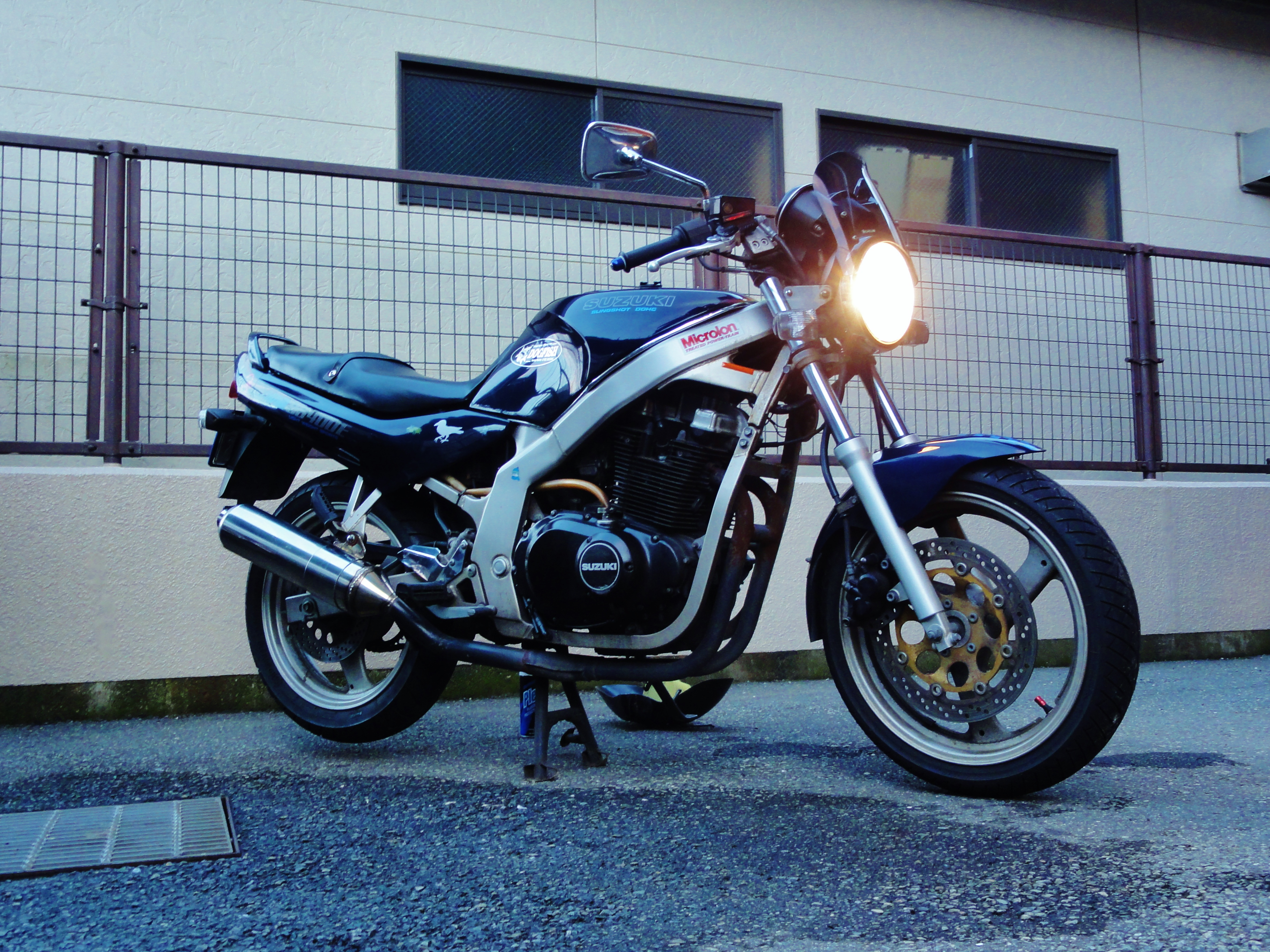
ＳＵＺＵＫＩ　ＧＳ４００Ｅ－Ｍ　１９９１

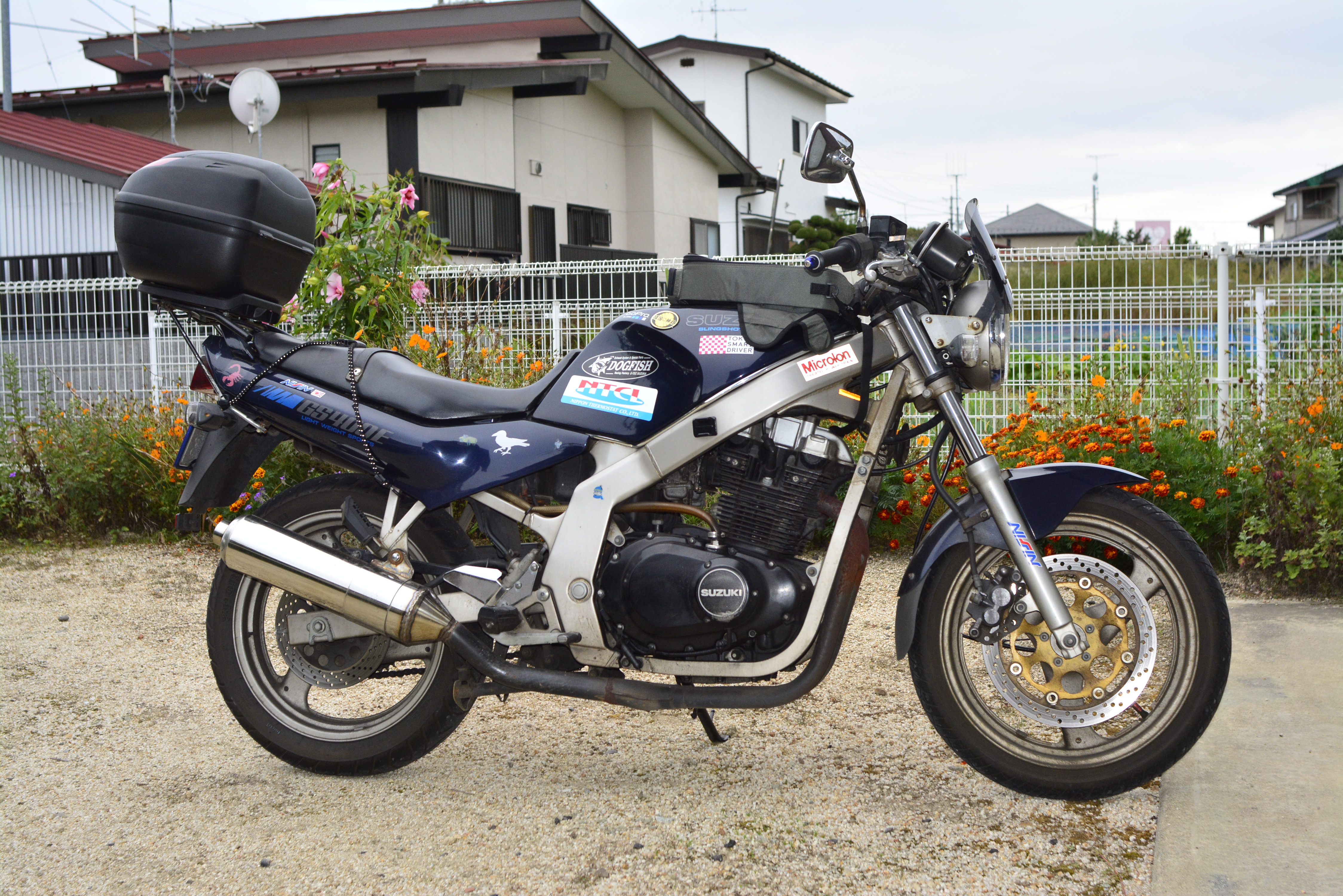
GS400E-M カスタム仕様

その一方で国外専用のGS500E（輸出仕向け地によってはGS500）については、1987年の発売以来ロングセラーとして、2007年の最終モデルまで20年にわたりラインナップされた。またフルカウル装備タイプの派生モデル「GS500F」が2004年に発売され、GS500(E) とともにラインナップされた。
GK54A仕様沿革
- GS400EM（1991年9月発売）：車体色「プラシャンブルーメタリック」（24V）
- GS400ER（1993年）：車体色「ライトパープルメタリック」（ITU）